# Tacu-tacu

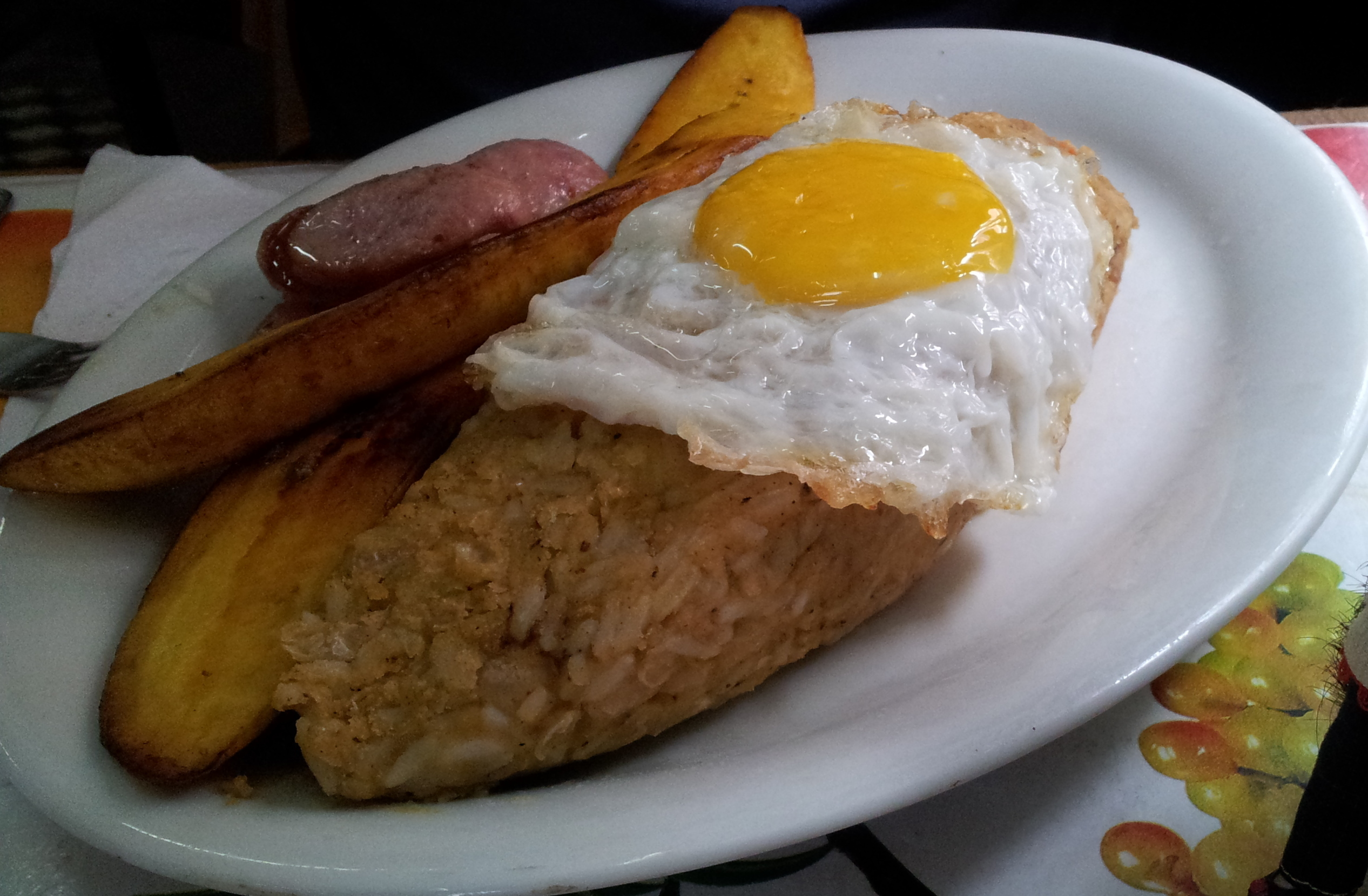
Tacu-tacu

Le tacu-tacu est un plat traditionnel péruvien, caractérisé par un mélange de riz et de haricots cuits, souvent rehaussé de diverses épices et frit pour obtenir une texture croustillante.

## Histoire
Le tacu-tacu trouve ses racines dans la culture afro-péruvienne, particulièrement au sein des communautés esclaves qui vivent dans la région côtière du Pérou pendant l'époque coloniale. Le nom "tacu-tacu" proviendrait de l'expression en langue quechua "t'akuy", qui signifie "mélanger". Ce plat est créé comme une méthode ingénieuse pour recycler les restes de riz et de haricots, constituant ainsi une nourriture nutritive et économique,,.

## Ingrédients
Le tacu-tacu inclut les ingrédients suivants,,:
- riz cuit (souvent des restes)
- haricots (généralement des haricots noirs ou des haricots rouges, également cuits)
- ail
- tomate
- oignon
- piment amarillo
- huile végétale ou de lard

Il est souvent servi avec un œuf frit.